# Ulrich Burdack
Ulrich Burdack (* 13. Januar 1982 in Neustadt in Holstein) ist ein deutscher Opernsänger (Bass).

## Leben
Ulrich Burdack wuchs in Kiel auf und kam im Kieler Knabenchor zum Singen. Nach Beginn eines musikwissenschaftlichen Studiums an der Christian-Albrechts-Universität zu Kiel wechselte er zum Gesangsstudium nach Weimar an die Hochschule für Musik Franz Liszt. Bereits während des Studiums gastierte er am Deutschen Nationaltheater Weimar DNT.
Sein erstes Engagement erhielt er am Tiroler Landestheater Innsbruck unter der Intendanz von Brigitte Fassbaender, wo er als Sarastro (Die Zauberflöte) debütierte. Nach einem weiteren Engagement in Kiel holte ihn Axel Köhler an die Oper Halle, wo er u. a. Sarastro, Fafner (Der Ring des Nibelungen) und Don Alfonso (Così fan tutte) sang und auch bei den Händelfestspielen zu erleben war. Nach Engagement am Theater Altenburg Gera, wo er weitere wichtige Rollen seines Fachs wie der Titelpartie in Don Pasquale, Sparafucile (Rigoletto), Eremit (Der Freischütz), Osmin (Entführung aus dem Serail), Kecal (Die verkaufte Braut) sowie der Titelrolle in der lange nicht gespielten Oper Rübezahl und der Sackpfeifer von Neisse von Hans Sommer sang, wechselte er für die Spielzeit 2021/22 an das Stadttheater Bremerhaven.
Neben der Opernbühne widmet sich Ulrich Burdack auch dem Konzert- und Liedgesang, ist sehr den Werken Franz Schuberts und Carl Loewes verbunden und interpretierte mehrfach Schuberts Winterreise.
Ulrich Burdack steht auch hinter der Kunstfigur Herr Burdack aus dem 3. Stock. Unter diesem Namen veröffentlicht er auf verschiedenen Plattformen Fotos und Videos mit meist humorvollen oder kulturellen Inhalten.

## Trivia
In der Show Gefragt – Gejagt trat Ulrich Burdack in der Folge vom 4. August 2021 als einer von vier Kandidaten gegen den Jäger Sebastian Klussmann an. Als einziger Kandidat, der die Finalrunde erreichte, erspielte er den Gewinn von 5.000,00 Euro.

## Auszeichnungen
- 2011: Förderpreis des Richard-Strauss-Wettbewerbs in München
- 2018: „Theateroskar“ für die Sparte Musiktheater, Publikumspreis der Theatervereine Gera und Altenburg[2]